# Tête des Bresses
Pour les articles homonymes, voir Bresse (homonymie).
La tête des Bresses est un sommet situé en Italie, dans la haute vallée du Gesso.

## Géographie
La tête des Bresses possède un sommet double, avec une cime sud (sur la frontière franco-italienne) et une cime nord (entièrement en Italie), cette dernière étant la plus élevée. La tête des Bresses se situe à l'est de la tête des Tablasses. Elle domine les lacs de Frémamorte italiens, à l'est, et les caïres nord (2 761 m) et sud (2 738 m) des Bresses, au sud. Plus au sud encore se trouvent les lacs des Bresses. La partie française de la tête des Bresses fait partie du parc national du Mercantour, et sa partie italienne fait partie du parc naturel des Alpes maritimes. D'un point de vue géologique, la tête des Bresses est constituée de granite.

## Histoire
La première ascension documentée a été effectuée par Victor de Cessole, accompagné des guides Jean et J.B. Plent, le 27 novembre 1899, par l'arête nord-ouest. La première ascension hivernale, par le versant sud, a été effectuée par Victor de Cessole, D. Martin,et J.B. Plent, le 13 février 1899.

## Accès
La voie normale démarre du hameau du Boréon, remonte jusqu'au col de Salèse, puis emprunte la direction du lac Nègre, jusqu'à bifurquer vers la droite au Camp Soubran. L'itinéraire remonte ensuite les mamelons herbeux, à l'est des caïres des Bresses, jusqu'au sommet sud des Bresses. Le sommet nord est atteint par une courte arête.

### Cartographie
- Carte 3741OT au 1/25 000 de l'IGN : « Vallée de la Vésubie - Parc national du Mercantour »